# Измаильтяне

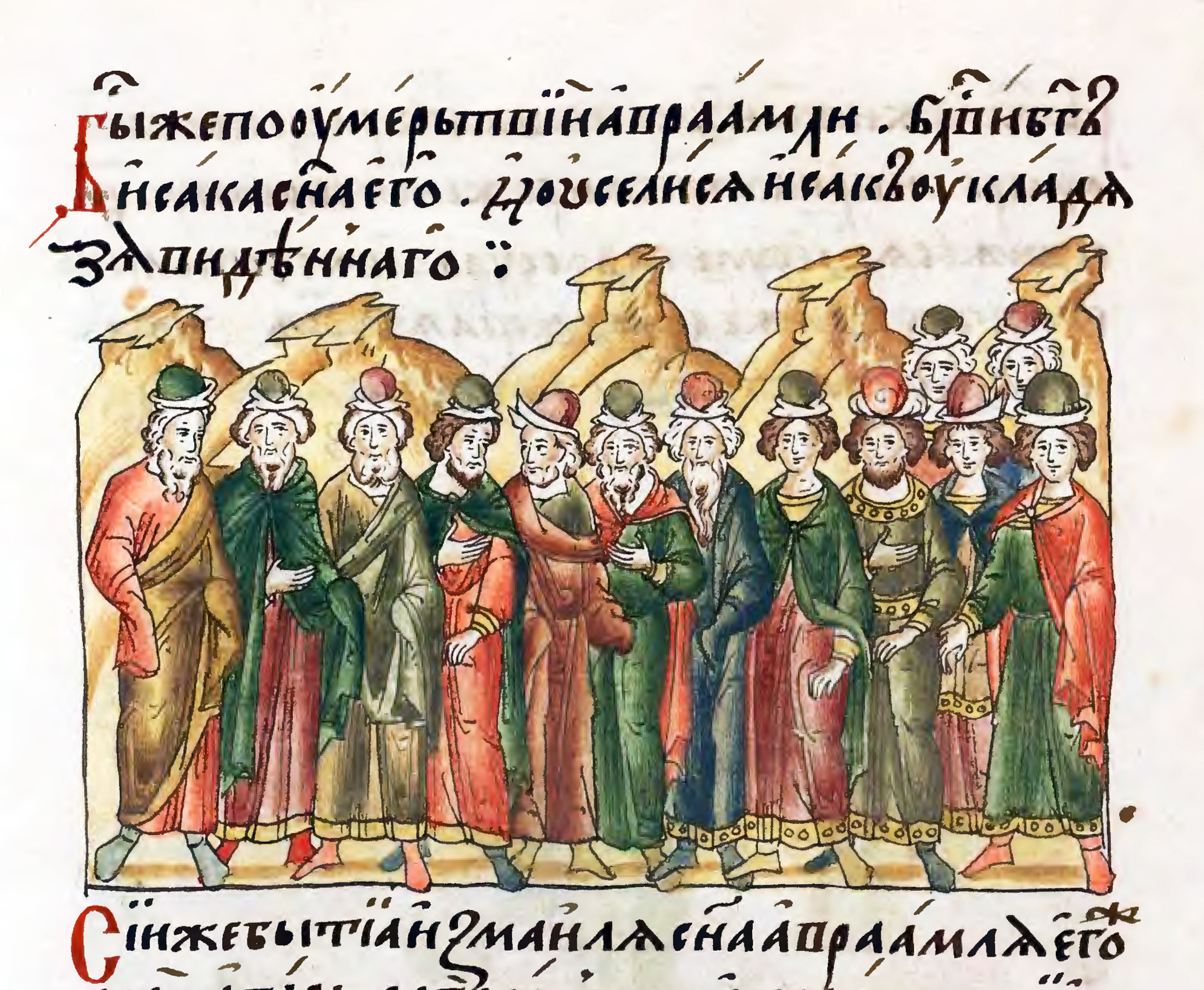
12 сыновей Исмаила

Измаильтяне — народы, описанные в Библии, потомки Измаила, 12 сыновей которого сделались князьями народов или племён Измаильских. Считаются прародителями западноаравийских племён, в отличие от остальных арабов Аравии, чье происхождение возводится к кадианитам.

## 12 сыновей Измаила, родоначальники племен измаильтян
1. Наваиоф (Навеоф; лат. Nabaioth; греч. Ναβαιώθ; ивр. נביות‎) — см. Набатейцы
2. Кедар (Кидар; лат. Cedar; греч. Κηδὰρ; ивр. קדר‎)
3. Адбеел (Авдеил; лат. Abdeel; греч. Ναβδεὴλ; ивр. אדבאל‎)
4. Мивсам (Массама; лат. Mabsam; греч. Μασσὰμ; ивр. מבשם‎)
5. Мишма (Маема; лат. Masma; греч. Μασμὰ; ивр. משמע‎)
6. Дума (Идума; лат. Duma; греч. Δουμὰ; ивр. דומה‎). В Книге Исайи он локализован на горе Сеир (Ис. 21:11)
7. Масса (Масс; лат. Massa; греч. Μασσῆ; ивр. משא‎)
8. Хадад (Ходад; лат. Adad; греч. Χοδδὰν; ивр. חדד‎)
9. Фема (Феман; лат. Thema; греч. Θαιμὰν; ивр. תימא‎)
10. Иетур (Итур; лат. Itur; греч. Ιετοὺρ; ивр. יטור‎) — см. Итурея
11. Нафиш (Нафес; лат. Naphis; греч. Ναφὲς; ивр. נפיש‎)
12. Кедма (Кедма; лат. Cedma; греч. Κεδμά; ивр. קדמה‎)

## Упоминания в Библии
Книга Бытия (Быт. XXV, 16, 18) сообщает, что сыновья Измаила были князьями племён и первоначально жили к востоку от Египта, по направлению к Ассирии. Измаильтяне неоднократно упоминаются в Ветхом Завете. В истории Иосифа, братья Иосифа, видят караван измаильтян, идущий из Галаада; верблюды в караване несут стираксу, бальзам и ладан (Быт. XXXVII, 25).
Согласно Библейской энциклопедии, мадиамские купцы, которые купили Иосифа у братьев за 20 сребренников и перепродали его в Египет, также были измаильтянами, жившие в стране Мадиамской. В книге Судей (VIII, 24) о мадианитянах, побеждённых Гедеоном, сообщается, что они были измаильтянами. Отец Амессы называется Иефером, измаильтянином (I Пар. II, 17). В псалме (LXXXII, 7) также упоминаются измаильтяне.

## Упоминания в древности
Иосиф Флавий сообщает, что потомки Измаила занимали всю страну от Евфрата до Чермного моря (обычно отождествляется с современным Красным морем) и называли её Наватиной (Древ. I, 12, II, 4). Магомет говорит о себе как о потомке Измаила.